# Vandasee
Der Vandasee ist ein abflussloser See im Wright Valley im ostantarktischen Viktorialand. An seinem Ufer befand sich von 1968 bis 1995 die neuseeländische Vanda-Station.

## Geographie
Der See ist 8 km lang und 2 km breit bei einer maximalen Tiefe von 75 m. Der Vandasee ist ein hypersaliner See mit einem Salzgehalt von ca. 12 Gewichtsprozenten
und ist meromiktisch: Die tieferen Schichten des Sees vermischen sich nicht mit den oberen Schichten. Er ist nur einer der vielen salinen Seen in den eisfreien Tälern des Transantarktischen Gebirges. Der größte Fluss der Antarktis, der Onyx River, fließt in westlicher Richtung (landeinwärts) in den Vandasee. An der Mündung des Flusses befindet sich eine meteorologische Station. Im Onyx und im Vandasee leben keine Fische, sondern nur Mikroorganismen.

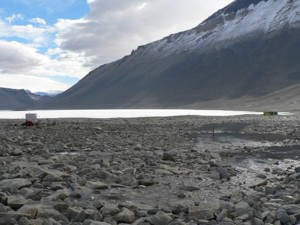
Der eisbedeckte Vandasee mit dem Onyx River im Vordergrund (rechts)

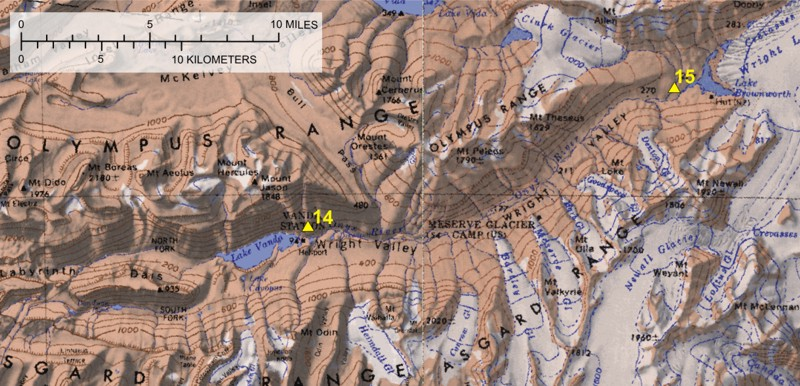
Karte des Wright Valley mit dem Onyx River und dem Vandasee

## Vanda-Station
Die Vanda-Station war bekannt für den „Royal Lake Vanda Swim Club“. Besucher der Vanda-Station konnten in dem salzigen Gewässer baden, wenn das Eis am Rand im Sommer geschmolzen war, und erhielten dafür einen Ärmelaufnäher des „Royal Lake Vanda Swim Club“. Das Personal der Station beschleunigte den Schmelzprozess, indem es das Eis zu einem Pool aufhackte. Viele Würdenträger und Politiker wurden in den Club aufgenommen, hatten allerdings bei dem Bad nackt zu sein (Regel 1), mussten vollständig untertauchen (Regel 4) und durch einen „Vandalen“ (Mitarbeiter der Vanda-Station) ohne Einschränkungen auf einem Beweisfoto (Regel 6) bezeugt werden, um sich zu qualifizieren. Regel 10 erlaubte das Tragen eines echten Feigenblattes.
In den kälteren Monaten gefror der Rand wieder zu in der Regel glasklarem, metertiefem Eis.
Als der Wasserspiegel des Sees anstieg, wurde die Vanda-Station im Jahr 1995 entfernt und durch eine andere Unterkunft ersetzt (Lake Vanda Hut). Diese ist im Sommer periodisch von zwei bis acht Forschern besetzt.